# Cyphophthalmus silhavyi
Espèce
Synonymes
- Siro silhavyi Kratochvíl, 1938

Cyphophthalmus silhavyi est une espèce d'opilions cyphophthalmes de la famille des Sironidae.

## Distribution
Cette espèce est endémique de Croatie. Elle se rencontre à Gruda dans la grotte Vilina pećina.

## Description
Les mâles mesurent de 2,21 à 2,41 mm et les femelles de 2,45 à 2,50 mm.

## Systématique et taxinomie
Cette espèce a été décrite sous le protonyme Siro silhavyi par Kratochvíl en 1938. Elle est placée dans le genre Cyphophthalmus par Boyer, Karaman et Giribet en 2005.

## Étymologie
Cette espèce est nommée en l'honneur de Vladimír Šilhavý.

## Publication originale
- Kratochvíl, 1938 : « Essai d'une nouvelle classification du genre Siro. » Věstník Československé zoologické společnosti v Praze - Mémoires de la Société Zoologique Tchécoslovaque de Prague, vol. 5, p. 59–76.